# Релиша (Кјети)
Релиша (итал. Reliscia) је насеље у Италији у округу Кјети, региону Абруцо.
Према процени из 2011. у насељу је живело 42 становника. Насеље се налази на надморској висини од 203 м.